# Sven Melander
Sven Alarik Melander, född 30 oktober 1947 i Sankt Johannes församling i Malmö, död 31 mars 2022 i Hägerstens distrikt i Stockholm, var en svensk journalist, programledare, komiker och skådespelare.
Som skådespelare gjorde han främst komiska rollfigurer på film (Berra i Sällskapsresan, även som musikal), TV (Werner, Olle och trollet Rulle i Nöjesmassakern samt Steve med Lloyden i Tack för kaffet) och på teaterscenen. Åren 2000–2003 var Melander programledare för Snacka om nyheter och åren 1986–1989 ledde han Kanal 1:s nöjesredaktion på Sveriges Television.

## Levnadsteckning

### Bakgrund och tidig bana
Melander växte upp i Malmö och bodde som barn med en äldre bror och föräldrarna, rörläggaren Alrik Melander (1907–1977) och Alice, född Mattsson (1911–1986), i en lägenhet på Upplandsgatan 14 B. År 1965 deltog han i det Malmö FF-ishockeylag som segrade i ungdomstävlingen SDS-pucken; andra spelare i detta juniorlag i ishockey var Roy Andersson och Staffan Tapper. Han spelade också ishockey för IK Panterns ungdomslag.
Melander lärde under gymnasietiden känna Björn Afzelius. År 1967 var båda, tillsammans med Mats Öberg, Kent Nilsson och Lasse Wahlund, medlemmar i Hootenannybandet Lille Mats.
Melander utbildade sig till byggnadsingenjör. Efter teknikerexamen sökte han sig dock till journalistyrket och våren 1969 påbörjade han studier vid Journalisthögskolan i Göteborg. Melander gjorde 1970 sommarpraktik på Expressen i Malmö och efter journaliststudierna fick han i januari 1971 vikariat på samma redaktion. I samband med en konflikt mellan Malmöredaktionen och tidningsledningen i Stockholm avslutades hans vikariat på tidningen. Melanders chef kände dock folk på Aftonbladet i Stockholm och Melander fick därmed möjligheten till ett sommarvikariat, som slutade med fast anställning. Sammanlagt var han anställd på Aftonbladet åren 1972–1978 och 1980–1985. Tiden däremellan utgjordes av ett år som redaktionssekreterare på Radio Stockholm och inspelningen av filmen Sällskapsresan. Under den senare tiden på Aftonbladet ingick han också i redaktionen för Sveriges Televisions Kvällsöppet.

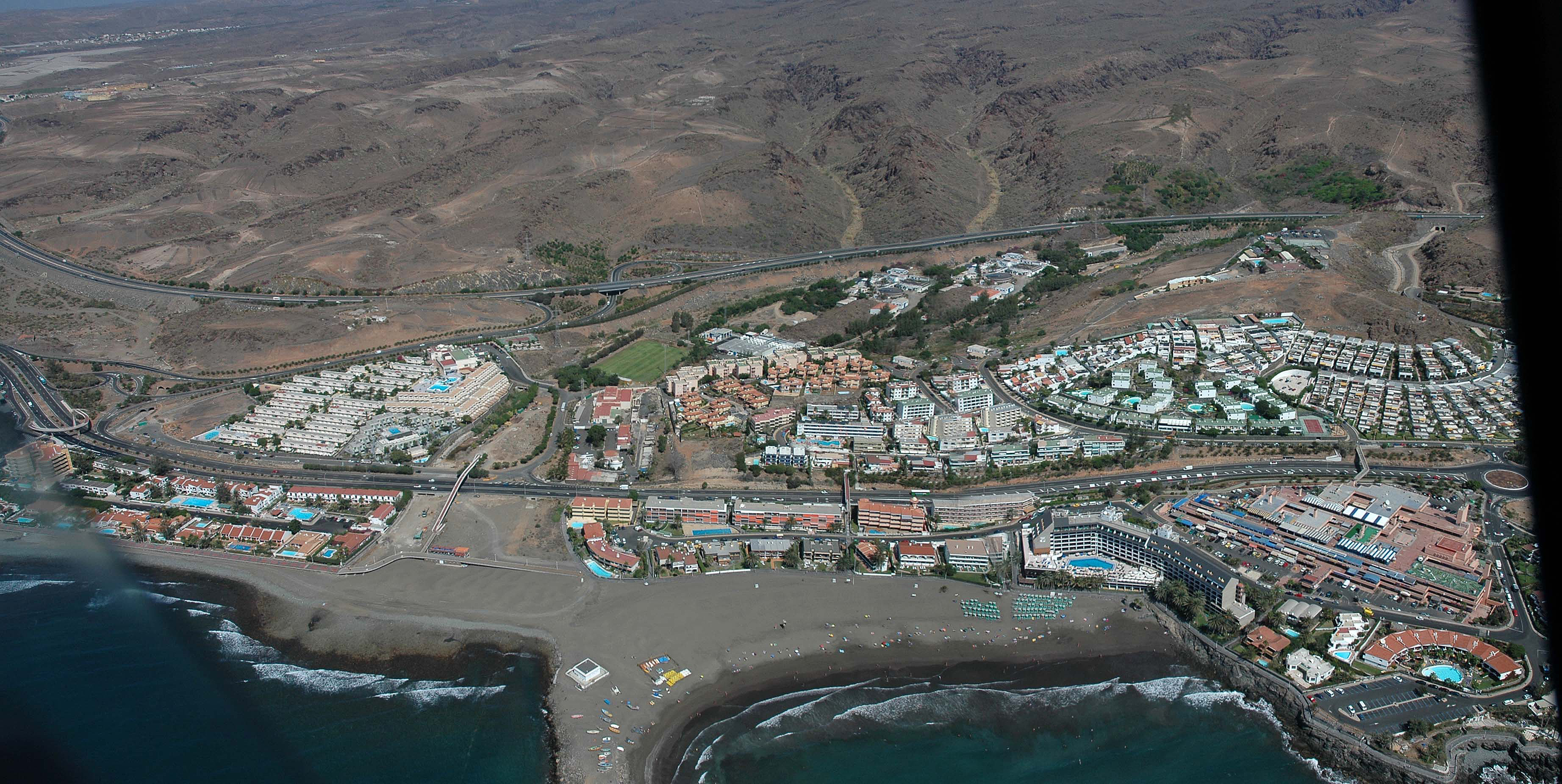
Sven Melander blev ett känt ansikte i rollen som Berra i Sällskapsresan. Letandet efter Pepes Bodega pågick över stora delar av Gran Canaria, inklusive i San Agustin (bilden) och Playa del Inglés, där delar av filmen spelades in.

### Underhållare och TV-chef
I början av 1980-talet etablerade han sig som underhållare, där det började med rollen som Berra i Lasse Åbergs film Sällskapsresan (1980). Tillsammans med Åke Cato skrev Melander manus och gjorde sketcher i TV-serien Häpnadsväktarna (1981) och Vitsuellt med Mille Schmidt.
Tillsammans med Stina Lundberg var Melander 1982–1984 programledare för underhållningsserien Nöjesmaskinen, där Melander fick sitt genombrott som underhållare. Nöjesmaskinen blev en framgång och totalt gjordes 37 program med världsstjärnor som gäster och inslag som Ballongdansen och Pingvinerna.
År 1985 kom Nöjesmassakern med bland andra Gösta Engström, Jon Skolmen och Åke Cato. Här föddes figurer som Werner och Werner, Olle och Helge och trollet Rulle med inledningsrepliken Hej alla barn, jag heter Rulle... Ett samlingsavsnitt av programserien tävlade om TV-priset Guldrosen i Montreux.
Från 1986 till 1989 var Melander chef för Kanal 1:s nöjesredaktion på Sveriges Television.

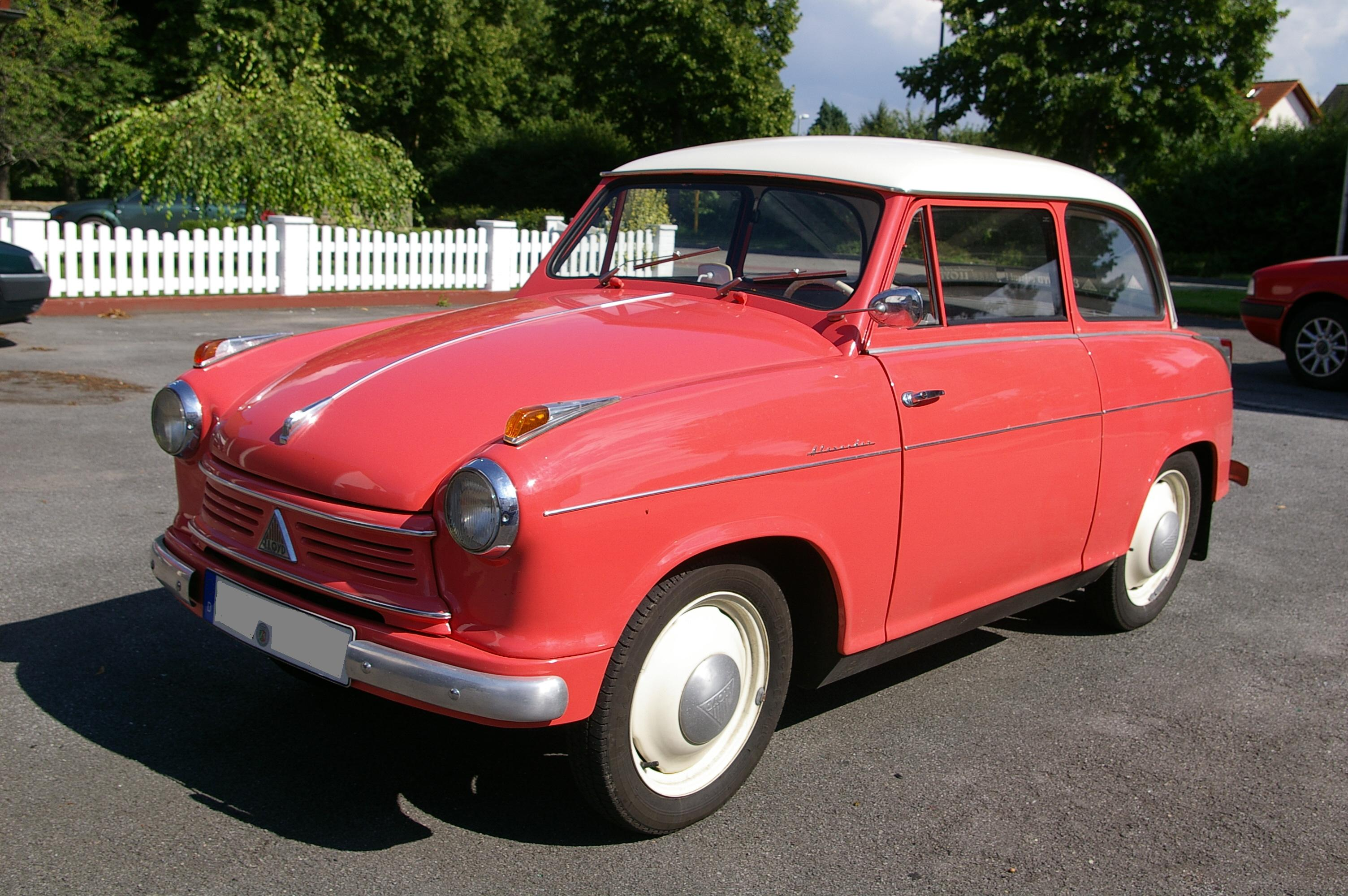
I Tack för kaffet framträdde Melander som Steve med Lloyden, rörmokaren från Gällivare med en något annorlunda raggarbil

År 1991 kom ytterligare en humorserie, Tack för kaffet, där Melander bland annat framträdde som Steve med Lloyden – raggaren från Gällivare. Tre år senare ledde han Melodifestivalen tillsammans med Kattis Ahlström. Under flera år ledde han även travprogrammet Vinnare i TV4. Efter Stellan Sundahls bortgång tog Melander över programledarrollen för Snacka om nyheter åren 2000–2003. Han medverkade även i På spåret 1999 och 2000 och var programledare för serier som Sitt vackert, Upp till bevis och Retroaktivt. Han vann årets hederspris i Kristallen 2019.

### Teater och annan verksamhet
Tillsammans med Åke Cato gjorde Melander showen En rökare på Tobaksbolaget i Malmö 1991; samma år belönades båda med Edvardpriset och Melander utsågs dessutom till Årets skåning. Med Eva Rydberg som partner gjorde han farserna 'Allå, 'allå, 'emliga armén (scenversion av den brittiska tv-serien) och Lilla fransyskan på Palladium i Malmö. Han spelade kapten Jern i Rydbergs militärfars Hemvärnets glada dagar på Fredriksdalsteatern i Helsingborg 2005. Säsongen 2007–2008 var han aktuell i musikalen Little Shop of Horrors i Halmstad och 2004 spelade han revy med Stefan & Krister i deras fars Två bröder emellan.
Melander översatte ett antal pjäser, däribland Ray Cooneys farser Hotelliggaren, Det stannar i familjen och Kuta och kör. Sommaren 2015 översatte och bearbetade han Ludvig Holbergs Den jäktade för Fredriksdalsteatern.
Han medverkade åren 2006–2007 samt 2009 i Arlövsrevyn. Sommaren 2015 spelade han fängelsedirektören Franck i Rickard Söderbergs uppsättning av Läderlappen på Ystads Teater. Åren 2015–2016 återvände han till rollen som "Berra" i urproduktionen av musikalen Sällskapsresan – baserad på Lasse Åbergs film – på Nöjesteatern i Malmö samt Chinateatern i Stockholm.
Ett av Sven Melanders sista offentliga framträdanden var i Kanal 5:s tv-program Alla mot alla med Filip och Fredrik 2020 där han tävlade tillsammans med Ebba Kleberg von Sydow.

### Privatliv
Sven Melander var 1981–2010 gift med Karin Melander Hassler; tillsammans fick de tre barn. Han avled 31 mars 2022 i matstrupscancer.

## Filmografi
- 1980 – Sällskapsresan
- 1983 – Kalabaliken i Bender
- 1984 – Slagskämpen
- 1984 – Zvampen (TV-serie)
- 1985 – Nöjesmassakern (TV-serie)
- 1985 – Examen
- 1987 – Bröderna Olsson (TV-serie)
- 1987 – Jim och piraterna Blom
- 1989 – Tiger Rag (TV-serie)
- 1990 – Macken – Roy's & Roger's Bilservice
- 1991 – Tack för kaffet (TV-serie)
- 1991 – Barnens detektivbyrå (TV-serie)
- 1998 – Ur löjlig synvinkel
- 1999 – Snacka om nyheter (TV-serie)
- 2000 – Flykten från hönsgården
- 2000–2003 – Snacka om nyheter
- 2005 – Två bröder emellan
- 2005 – Vinnare och förlorare
- 2006 – Hemvärnets glada dagar
- 2006 – Bilar
- 2009 – Playa del Sol (TV-serie)
- 2011 – Åsa-Nisse – wälkom to Knohult
- 2011 – The Stig-Helmer Story
- 2014 – En clown till kaffet (TV-serie)
- 2017 – Veni Vidi Vici på Viaplay (TV-serie)
- 2018 – Lingonligan (TV-serie)
- 2018 – Stjärnorna på slottet (TV-serie)
- 2019 – Panik i tomteverkstan (TV-serie)
- 2020 – Fullt hus (TV-serie)
- 2020 – Alla mot alla med Filip och Fredrik (TV-serie)
- 2020 – Parlamentet (TV-serie)
- 2021 – Masked Singer Sverige (TV-serie)
- 2022 – Sven Melander – Ta hand om er och glöm inte att skratta

## Teater

### Roller (ej komplett)
| År   | Roll                     | Produktion                                                    | Regi                 | Teater                   |
| ---- | ------------------------ | ------------------------------------------------------------- | -------------------- | ------------------------ |
| 1993 |                          | Poppis The Heather Brothers                                   | Eva Rydberg          | Folkan                   |
| 1996 | Gustav                   | Gröna hissen Avery Hopwood                                    | Hans Bergström       | Palladium                |
| 1997 | Robert                   | Lilla Fransyskan Marc Camoletti                               | Jan Hertz            | Palladium                |
| 2004 | Malte Andersson          | Två bröder emellan Krister Classon                            | Krister Classon      | Vallarnas friluftsteater |
| 2005 | Sten Jern                | Hemvärnets glada dagar                                        | Adde Malmberg        | Fredriksdalsteatern      |
| 2011 |                          | Rampfeber Michael Frayn                                       | Christoffer Bendixen | Halmstads Teater         |
| 2012 | Mikael Wiehe             | Kal P Dal – En rockmusikal Nic Schröder och Cornelius Löfmark | Robert Lillhonga     | Slagthuset               |
| 2013 | René Artois              | 'Allå, 'allå, 'emliga armén David Croft och Jeremy Lloyd      | Anders Albien        | Fredriksdalsteatern      |
| 2014 |                          | Jobba för två Richard Bean                                    | Adde Malmberg        | Nöjesteatern i Malmö.    |
| 2015 |                          | Läderlappen Johann Strauss den yngre                          | Rickard Söderberg    | Opera i Ystad            |
| 2015 | Berra                    | Sällskapsresan Bengt Palmers och Jakob Skarin                 | Anders Albien        | Nöjesteatern             |
| 2016 | Berra                    | Sällskapsresan Bengt Palmers och Jakob Skarin                 | Anders Albien        | Chinateatern             |
| 2016 |                          | Improvisation på slottet Andreas T Olsson                     | Andreas T Olsson     | Dramaten                 |
| 2017 | Ludvig Klinker, direktör | Spanska flugan Franz Arnold och Ernst Bach                    | Anders Aldgård       | Gunnebo slottsteater     |

### Regi (ej komplett)
| År   | Produktion                 | Upphovsmän                            | Teater              |
| ---- | -------------------------- | ------------------------------------- | ------------------- |
| 2017 | Hotelliggaren Two Into One | Ray Cooney Översättning Sven Melander | Fredriksdalsteatern |